# Menhir von Sippersfeld
Der Menhir von Sippersfeld (auch als Babenstein oder Pappernstein bezeichnet) ist ein Menhir bei Sippersfeld im Donnersbergkreis in Rheinland-Pfalz.

## Lage und Beschreibung
Der Menhir befindet sich westlich von Sippersfeld auf einem Feld unterhalb des höchsten Punktes einer Erhebung. Etwa 20 m nördlich führt eine Straße vorbei. 250 m südwestlich befindet sich ein Grabhügelfeld der jüngeren Hallstattzeit, 1,6 km nordwestlich der Lange Stein von Gonbach.
Der Menhir besteht aus rotem Sandstein. Er hat eine Höhe von 50 cm, eine Breite von 40 cm und eine Tiefe von 36 cm. Er ist quaderförmig zugerichtet und weist auf einer Seite drei parallele Rillen auf. Bei dem Stein handelt es sich nur noch um den Stumpf eines ehemaligen Menhirs. Verschiedentlich wurde er wegen seiner Form auch als mittelalterliches oder neuzeitliches Objekt angesehen. Allerdings kann es sich nicht um einen Grenzstein handeln, da an dieser Stelle nie eine Grenze verlief. Für den Sockel eines Sühnekreuzes ist er zu dick, möglich wäre allenfalls eine Schaftverbreiterung für ein Andachtskreuz oder einen Bildstock.

## Der Menhir in regionalen Sagen
Beide Bezeichnungen des Steins gehen auf eine Sage zurück: Demnach soll es sich je nach Variante um einen Gedenkstein für letzten Ritter von Babenstein bzw. für einen General oder Grafen von Pappernheim handeln, der an dieser Stelle in der Schlacht gefallen war. Allerdings ist kein Adelsgeschlecht aus der Pfalz bekannt, das einen dieser Namen trug.